# Reyer Venezia Mestre 2016-2017
Questa voce raccoglie le informazioni riguardanti la Reyer Venezia Mestre nelle competizioni ufficiali della stagione 2016-2017.

## Stagione
La stagione 2016-2017 della Reyer Venezia Mestre sponsorizzata Umana, è la 47ª nel massimo campionato italiano di pallacanestro, la Serie A terminata con la vittoria e il terzo titolo italiano conquistato.

## Organigramma societario
Aggiornato al 4 gennaio 2017.
- Presidente: Federico Casarin
- Dirigente Accompagnatore: Matteo Vianello
- Team Manager: Mauro Sartori
- Addetto agli arbitri: Fabio Vianello

- Allenatore: Walter De Raffaele
- Assistente: Alberto Billio, Alberto Buffo, Gianluca Tucci
- Preparatore atletico: Renzo Colombini
- Medici: Michelangelo Beggio, Federico Munarin, Roberto Novelli, Alessandro Pastore
- Fisioterapisti: Leopoldo Buttinoni, Alberto De Bei
- Massaggiatore: Carlo Caria

## Roster
Aggiornato al 4 gennaio 2017.
| Umana Reyer Venezia 2016-17 | Umana Reyer Venezia 2016-17 |
| Giocatori                   | Staff tecnico               |
| --------------------------- | --------------------------- |

| N. | Naz.                                        | Ruolo | Nome              | Anno | Alt.   | Peso   |  |
| -- | ------------------------------------------- | ----- | ----------------- | ---- | ------ | ------ |  |
| 0  | Stati Uniti (bandiera) · Georgia (bandiera) | P     | Marquez Haynes    | 1986 | 191 cm | 84 kg  |  |
| 2  | Stati Uniti (bandiera)                      | C     | Jamelle Hagins    | 1990 | 206 cm | 104 kg |  |
| 3  | Canada (bandiera) · Nigeria (bandiera)      | AC    | Melvin Ejim       | 1991 | 201 cm | 100 kg |  |
| 4  | Croazia (bandiera)                          | AG    | Hrvoje Perić      | 1985 | 201 cm | 102 kg |  |
| 5  | Stati Uniti (bandiera)                      | P     | Julyan Stone      | 1988 | 198 cm | 95 kg  |  |
| 6  | Stati Uniti (bandiera) · Grecia (bandiera)  | AP    | Michael Bramos    | 1987 | 198 cm | 102 kg |  |
| 7  | Italia (bandiera)                           | G     | Stefano Tonut     | 1993 | 194 cm | 90 kg  |  |
| 9  | Italia (bandiera)                           | G     | Riccardo Visconti | 1998 | 197 cm | 80 kg  |  |
| 12 | Argentina (bandiera) · Italia (bandiera)    | PG    | Ariel Filloy      | 1987 | 190 cm | 88 kg  |  |
| 14 | Italia (bandiera)                           | AC    | Tomas Ress (C)    | 1980 | 209 cm | 102 kg |  |
| 15 | Uruguay (bandiera) · Spagna (bandiera)      | C     | Esteban Batista   | 1983 | 208 cm | 122 kg |  |
| 16 | Austria (bandiera)                          | C     | Benjamin Ortner   | 1983 | 206 cm | 103 kg |  |
| 22 | Italia (bandiera) · Stati Uniti (bandiera)  | AP    | Jeff Viggiano     | 1984 | 197 cm | 96 kg  |  |
| 25 | Stati Uniti (bandiera)                      | G     | Tyrus McGee       | 1991 | 188 cm | 90 kg  |  |
| -  | Italia (bandiera)                           |       | Lorenzo Ambrosin  | 1997 |        |        |  |
| -  | Italia (bandiera)                           | P     | Michele Antelli   | 1998 | 183 cm | 75 kg  |  |
| -  | Italia (bandiera)                           |       | Edoardo Battiston | 2000 |        |        |  |
| -  | Italia (bandiera)                           | G     | Martino Criconia  | 1984 | 192 cm | 90 kg  |  |
| -  | Italia (bandiera)                           |       | Simone Bergamo    | 1999 |        |        |  |
| -  | Italia (bandiera)                           | G     | Mattia Favaretto  | 2000 | 190 cm |        |  |
| -  | Italia (bandiera)                           | G     | Nicholas Groppi   | 1998 | 184 cm |        |  |
| -  | Italia (bandiera)                           | G     | Federico Miaschi  | 2000 | 190 cm | 85 kg  |  |
| -  | Italia (bandiera)                           | P     | Vincenzo Taddeo   | 2000 | 190 cm | 80 kg  |  |

| Allenatore |
| - Walter De Raffaele                                                                                          |
| Assistente/i                                                                                                  |
| - Alberto Billio - Alberto Buffo - Gianluca Tucci Legenda - (C) Capitano - (IN) Inattivo - Infortunato Roster |

## Mercato

### Sessione estiva
| Acquisti | Acquisti           | Acquisti             | Acquisti      | Acquisti |
| R.       | Nome               | da                   | Modalità      |          |
| -------- | ------------------ | -------------------- | ------------- | -------- |
| P        | Marquez Haynes     | Panathīnaïkos        | definitivo    |          |
| C        | Jamelle Hagins     | Aris Salonicco       | definitivo    |          |
| PG       | Ariel Filloy       | Pistoia Basket       | definitivo    |          |
| G        | Tyrus McGee        | Vanoli Cremona       | definitivo    |          |
| AG       | Francesco Candussi | V.L. Pesaro          | fine prestito |          |
| ALL      | Gianluca Tucci     | Nuova Aquila Palermo | definitivo    |          |
| C        | Leonardo Totè      | Brescia              | fine prestito |          |
| PG       | Riccardo Bolpin    | Basket Agropoli      | fine prestito |          |

| Cessioni | Cessioni           | Cessioni          | Cessioni       | Cessioni |
| R.       | Nome               | a                 | Modalità       |          |
| -------- | ------------------ | ----------------- | -------------- | -------- |
| PG       | Jeremy Pargo       | Shenzhen Leopards | fine contratto |          |
| PG       | Phil Goss          | Free agent        | fine contratto |          |
| G        | Jarrius Jackson    | Free agent        | fine contratto |          |
| P        | Mike Green         | Balıkesir         | fine contratto |          |
| AC       | Josh Owens         | AEK Atene         | fine contratto |          |
| P        | Michele Ruzzier    | Fortitudo Bologna | prestito       |          |
| C        | Ousman Krubally    | Astana            | fine contratto |          |
| AC       | Boris Savović      | Budućnost         | fine contratto |          |
| AG       | Francesco Candussi | Pall. Mantovana   | fine contratto |          |
| C        | Leonardo Totè      | Scaligera Verona  | prestito       |          |
| PG       | Riccardo Bolpin    | Recanati          | prestito       |          |
| C        | Alessandro Simioni | Pall. Trieste     | prestito       |          |

### Dopo l'inizio della stagione
| Acquisti | Acquisti        | Acquisti        | Acquisti         | Acquisti   |
| R.       | Nome            | da              | Data             | Modalità   |
| -------- | --------------- | --------------- | ---------------- | ---------- |
| C        | Esteban Batista | Ch. Fly Dragons | 20 febbraio 2017 | definitivo |
| P        | Julyan Stone    | F.W. Mad Ants   | 27 febbraio 2017 | definitivo |

| Cessioni | Cessioni | Cessioni | Cessioni | Cessioni |
| R.       | Nome     | a        | Data     | Modalità |
| -------- | -------- | -------- | -------- | -------- |

## Risultati

### Serie A

#### Regular season

##### Girone di andata
| Arbitri: | Paternicò (Piazza Armerina) Bartoli (Trieste) Borgioni (Roma) |

|                                        |            |                                      |
| G. Lawal 28 T. Darden 21 F. Pilepić 17 | Punti      | 26 S. Tonut 15 B. Ortner 14 T. McGee |
| Z. Dowdell 9                           | Assist     | 7 M. Haynes                          |
| G. Lawal 9                             | Rimbalzi   | 7 B. Ortner, T. McGee                |
| Rimas Kurtinaitis                      | Allenatori | Walter De Raffaele                   |

##### Girone di ritorno
| Venezia 22 gennaio 2017, ore 18:15 1ª giornata | Reyer Venezia | – | Pall. Cantù | Palasport Taliercio |

## Statistiche

### Statistiche di squadra
Aggiornate al 4 gennaio 2017.
| Competizione                | Punti | In casa | In casa | In casa | In casa | In casa | In trasferta | In trasferta | In trasferta | In trasferta | In trasferta | Totale | Totale | Totale | Totale | Totale | Totale |
| Competizione                | Punti | G       | V       | P       | Ptf     | Pts     | G            | V            | P            | Ptf          | Pts          | G      | V      | P      | Ptf    | Pts    | Diff.  |
| --------------------------- | ----- | ------- | ------- | ------- | ------- | ------- | ------------ | ------------ | ------------ | ------------ | ------------ | ------ | ------ | ------ | ------ | ------ | ------ |
| Serie A                     | 20    | 8       | 6       | 2       | 633     | 610     | 6            | 4            | 2            | 502          | 489          | 14     | 10     | 4      | 1.135  | 1.099  | +36    |
| Basketball Champions League | 17    |         |         |         |         |         |              |              |              |              |              | 10     | 7      | 3      | 738    | 703    | +35    |
| Totale                      | 37    |         |         |         |         |         |              |              |              |              |              | 24     | 17     | 7      | 1.873  | 1.802  | +71    |

### Statistiche dei giocatori

#### In campionato
Aggiornate al 4 gennaio 2017.
| Nome            | G | Pun | Min | Falli | Falli | Tiri da 2 | Tiri da 2 | Tiri da 2 | Tiri da 3 | Tiri da 3 | Tiri da 3 | Tiri Liberi | Tiri Liberi | Tiri Liberi | Rimbalzi | Rimbalzi | Rimbalzi | Stop | Stop | Palle | Palle | Ass | Val | OER   | +/- |
| Nome            | G | Pun | Min | C     | S     | R         | T         | %         | R         | T         | %         | R           | T           | %           | O        | D        | T        | D    | S    | P     | R     | Ass | Val | OER   | +/- |
| --------------- | - | --- | --- | ----- | ----- | --------- | --------- | --------- | --------- | --------- | --------- | ----------- | ----------- | ----------- | -------- | -------- | -------- | ---- | ---- | ----- | ----- | --- | --- | ----- | --- |
| Tyrus McGee     | 0 | 0   | 0   | 0     | 0     | 0         | 0         | 0.0       | 0         | 0         | 0.0       | 0           | 0           | 0.0         | 0        | 0        | 0        | 0    | 0    | 0     | 0     | 0   | 0   | 0.000 | 0   |
| Marquez Haynes  | 0 | 0   | 0   | 0     | 0     | 0         | 0         | 0.0       | 0         | 0         | 0.0       | 0           | 0           | 0.0         | 0        | 0        | 0        | 0    | 0    | 0     | 0     | 0   | 0   | 0.000 | 0   |
| Jamelle Hagins  | 0 | 0   | 0   | 0     | 0     | 0         | 0         | 0.0       | 0         | 0         | 0.0       | 0           | 0           | 0.0         | 0        | 0        | 0        | 0    | 0    | 0     | 0     | 0   | 0   | 0.000 | 0   |
| Ariel Filloy    | 0 | 0   | 0   | 0     | 0     | 0         | 0         | 0.0       | 0         | 0         | 0.0       | 0           | 0           | 0.0         | 0        | 0        | 0        | 0    | 0    | 0     | 0     | 0   | 0   | 0.000 | 0   |
| Hrvoje Perić    | 0 | 0   | 0   | 0     | 0     | 0         | 0         | 0.0       | 0         | 0         | 0.0       | 0           | 0           | 0.0         | 0        | 0        | 0        | 0    | 0    | 0     | 0     | 0   | 0   | 0.000 | 0   |
| Michael Bramos  | 0 | 0   | 0   | 0     | 0     | 0         | 0         | 0.0       | 0         | 0         | 0.0       | 0           | 0           | 0.0         | 0        | 0        | 0        | 0    | 0    | 0     | 0     | 0   | 0   | 0.000 | 0   |
| Benjamin Ortner | 0 | 0   | 0   | 0     | 0     | 0         | 0         | 0.0       | 0         | 0         | 0.0       | 0           | 0           | 0.0         | 0        | 0        | 0        | 0    | 0    | 0     | 0     | 0   | 0   | 0.000 | 0   |